# 캄보자

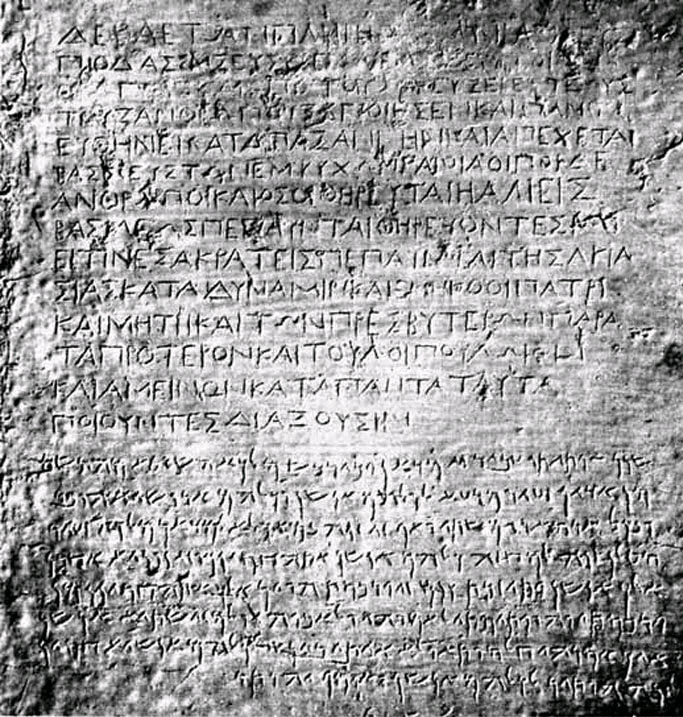
캄보자가 언급된 아소카의 칸다하르 이중언어 암석 비문.

캄보자(산스크리트어: काम्भोजः)는 인도 아대륙과 인접해 있는 이란 부족들이 거주하는 영토의 대부분의 북동쪽에 거주했던 남동부 이란계 민족[a]이다. 그들은 베다 시대 후기에 처음으로 입증된 인도아리아어 비문과 문헌에만 나타난다.
그들은 초기 아베스타어와 비슷한 언어를 사용했는데, 이 언어들은 마우리아 황제 아소카 (재위 기원전 268–232)가 세운 칸다하르 이중언어 비문의 아람어-이란어판에 포함된 것으로 여겨진다. 그들은 곤충, 뱀, 지렁이, 개구리, 그리고 다른 작은 동물들을 죽여야 한다는 그들의 믿음으로 보여주었듯이, 조로아스터교의 지지자들이었으며, 이는 아베스타에서 언급된 벤디다드의 관행이다.

## 이름
캄보자는 그들의 영토 이름이며 고대 이란 이름인 *Kambauēa- 와 동일하지만 그 의미는 불확실하다. 1923년 J. 샤르판티에가 제안한 오랜 이론은 그 이름이 아케메네스 왕조의 왕인 캄비세스 1세 및 캄비세스 2세( Kambū̌jiya 또는 고대 페르시아어로 Kambauj )의 이름과 연결되어 있다고 제시한다. 이 이론은 여러 차례 논의되었지만, 이 이론이 제기한 문제들은 결코 설득력 있게 해결되지 않았다.
같은 해 실뱅 레비는 그 이름이 오스트로아시아어족에서 유래했다고 주장했지만 일반적으로 거부되었다.

## 역사
캄보자어는 인도아리아어 비문과 문헌에만 등장하며 베다 시대 후기에 처음으로 입증되었다. 인도 사전학에 관한 용어집이자 현존하는 가장 오래된 저술인 나이간투카스가 이를 언급한 최초의 자료이다. 고대 인도 작가 야스카는 니룩타라는 어원에 관한 저서에서 나이간투카스의 해당 부분에 대해 언급하면서 "운동 동사로서의 śavati라는 단어는 캄보자인들에 의해서만 사용된다"고 언급한다. 문법학자 파탄잘리(기원전 2세기)의 저술서인 마하바시야와 같이 후기 작가들은 이 주장을 동일한 방식으로 반복했다. śavati라는 단어는 초기 아베스타어의 ́우아어-에 해당하는데, 이는 캄보자인들이 이란어와 밀접한 관련이 있는 언어를 사용했음을 보여준다. 현대 역사가 M. 비첼은 야스카와 파탄잘리가 문법학자들 사이에서 알려진 동일한 예를 사용했기 때문에 문법학자들과 사전 편찬가들이 기원전 500년경 또는 아마도 그 이전에 이 단어를 처음 접했을 것이라고 추측했다.
카우틸랴의 아르타샤스트라에 따르면 캄보자는 바르타-사스트로파지비나로 알려져 있으며, 이는 무역과 전쟁을 병행하며 살았던 크샤트리야 길드의 한 부류를 의미한다.

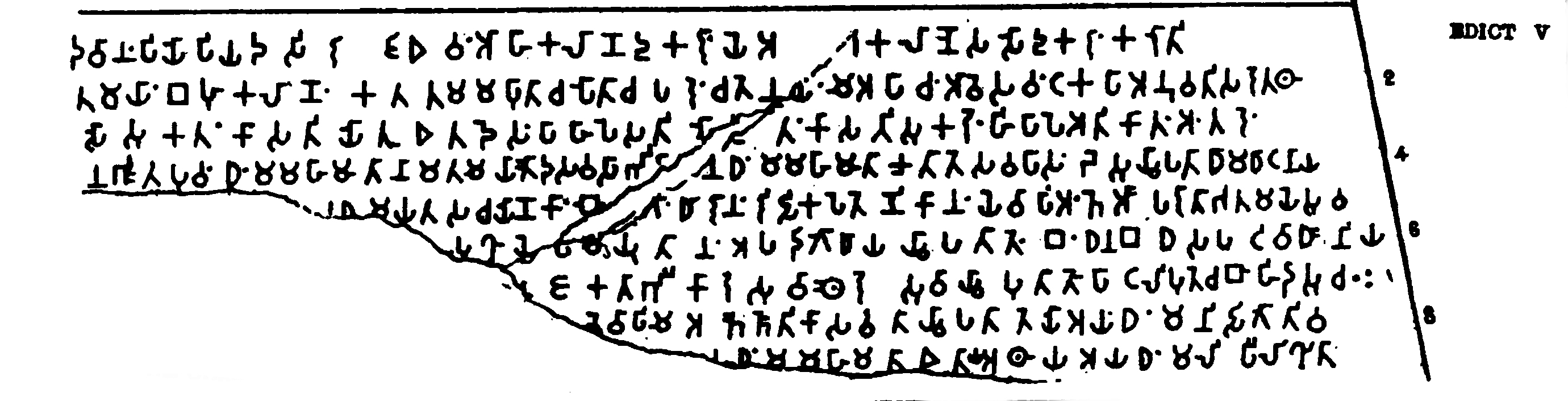
마우리아 황제 아소카(재위 268–232 BCE)의 5대 암석 칙령 그림

마우리아 황제 아소카 (재위 기원전 268–232)의 주요 암석 칙령에는 정확하게 연대가 측정될 수 있는 캄보자에 대한 첫 번째 증거가 포함되어 있다. 13번째 칙령은 "그리스인과 캄보자 사이"라고 말하고 5번째 칙령은 "그리스인, 캄보자인, 간다라인"이라고 말한다. 아소카가 단지 캄보자만을 지칭하는 것인지, 아니면 그의 제국 내 모든 이란계 부족만을 지칭하는 것인지는 확실하지 않다. 그럼에도 불구하고 언급된 이들 집단은 마우리아 제국의 정치, 문화, 종교적 전통에 영향을 받은 마우리아 제국의 일부였으며 또한 아소카가 설정한 "의로운" 이념을 고수했다.
주요 인도 서사시 마하바라타에는 그리스인, 간다라인, 박트리아인, 인도-스키타이인과 함께 캄보자인도 언급되어 있다. 산스크리트어와 앙굿따라 니까야의 지리학 문헌에는 부처님 생전 동안 인도 아대륙의 십육대국 중 하나로 캄보자가 포함되어 있다. 캄보자의 다양한 특징들은 또한 산스크리트어와 팔리어 문헌에 다양하게 기술되어 있는데, 그들은 삭발하였고, 왕이 있었다. 라자푸라("왕의 마을"이라는 의미)는 수도의 이름이었지만, 그 장소는 알려져 있지 않다. 전형적인 이란계 민족답게, 캄보자는 말 사육의 기술로 유명했고, 그들이 생산한 말들이 전투에서 사용하기에 가장 적합했다고 믿어진다. 이 말들은 인도로 대량으로 들여왔고 또한 공물로 바치기도 했다.  인도학자 에티엔 라모트는 캄보자가 말의 고향이라는 명성 때문에 말 사육자들이 아스파시오이(Aspasioi, 고대 페르시아어 아스파에서 유래)와 아사케노이(Asakenoi, 산스크리트어 아슈바에서 유래)라는 별칭을 얻었을 가능성이 있다고 주장하기도 했다.
아소카의 죽음 이후, 마우리아 제국은 쇠락했다. 기원전 2세기가 시작되는 동안, 그들은 그리스-박트리아 왕국의 왕인 데메트리오스 1세(기원전 200–180년)의 군대에게 인도-이란 국경지대 (간다라와 아라코시아 포함)를 잃었다. 그 결과, 그 지역은 다시 한 번 그리스인들의 지배하에 있게 되었고, 캄보자족은 그리스인과 함께 원정군의 주요 구성원이었을 가능성이 높았기 때문에, 다른 이란족들과 만나게 되었다.
일부 역사학자들은 캄보자족이 벵골에 캄보자 팔라 왕조를 세웠다고 생각하지만, 이는 여전히 불확실하다. 일부 역사학자들은 벵골에 정착한 캄보자족이 세웠다고 생각하는데, 이 이론은 티베트 책 파그삼존쟝의 뤼사이 언덕에 캄보자데샤가 있었다는 증언이 뒷받침할 수 있는 이론이다. 헴 찬드라 라이차우두리는 나라야나팔라의 일생 동안 구르자라-프라티하라 정복을 계기로 북서부 변경지역에서 벵골로 캄보자족이 이주했을 수 있다고 제안했다. 그는 캄보자족이 아마도 지위를 획득했고, 적절한 시기에 권력을 잡았을 것이라고 덧붙였다.

## 언어 및 위치
캄보자족은 인도 땅과 국경을 맞대고 있는 이란 부족들이 거주하는 북동부 대부분의 지역에 거주했다. 1918년에 레비는 캄보자가 카프리스탄에 살았다고 주장했으나 1923년에 철회했고, B. 리비히는 그들이 카불 계곡에 살았다고 주장했다. J. 블로흐는 카불 북동쪽에 살았다고 주장했고, 라모트는 이들이 카불에서 카불 남서부까지 살았다고 주장했다.
1958년 프랑스 언어학자 에밀 뱅베니스타가 새로운 주장을 제시했다. 그는 칸다하르에서 아소카의 칙령에 기술된 캄보야어와 그리스어로 기술된 두 언어, 즉 그리스와 아람 문자 본문에 숨겨진 이란어를 지칭하는 "아라마오-이란어"를 비교했다. 아소카는 이 두 언어를 사용하여 자신의 종교적 메시지를 현재의 아프가니스탄 동부, 간다라 지역 주변, 대략 카불과 칸다하르 사이에 있는 주민들에게 전달하고자 했다. 이 때문에 벵베니스트는 아소카의 비문에 사용된 이란어를 캄보자족이 사용한다고 보았다. 이란학자 메리 보이스와 프란츠 그레넷도 이 견해를 지지하며, "아람어 판본이 만들어졌다는 사실은 캄보자족이 자치권을 누렸음을 보여주며, 그들이 이란의 정체성을 보존했을 뿐만 아니라, 그들 자신의 공동체 구성원들에 의해 어느 정도 통치되었으며, 그들은 왕의 말을 전하고 돌에 이를 새겨야 할 책임이 있다"고 말한다.
제라르 푸스만은 다쉬트-에 나와르에 있는 두 개의 바위 비문(IDN 3과 5) 중 정체불명의 이란어는 캄보자족이 사용했으며, 아마도 오르무리어의 초기 단계일 것이라고 주장했다. 뤼디거 슈미트에 따르면, "만일 이 가설이 사실로 입증된다면, 우리는 캄보자족의 위치를 가즈니 주변의 산과 상부 아르간답에서 더 정확하게 파악할 수 있을 것이다."

## 종교적 신념
불교의 자타카 설화의 한 부분에서 입증되듯이, 인도아리아인들은 캄보자인들을 그들만의 독특한 전통을 가진 비아리아계 이방인들로 여겼다. 곤충, 뱀, 벌레, 개구리 그리고 다른 작은 동물들은 캄보자들의 종교적인 믿음에 따라 살해당해야 했다. 이 관습은 오랫동안 학계에 의해 아베스타의 벤디다드와 연관되어 왔으며, 캄보자인들은 조로아스터교의 신봉자들이라는 결론을 내렸다. 이러한 믿음은 사악한 정령을 인간에게 독이 있거나 혐오스러운 생물들에게 돌린다는 조로아스터교의 이원론에 근거하고 있다. 이에 조로아스터교인들은 그것들을 파괴하라는 명령을 받았고, 기원전 5세기부터 현재까지 외부 관중들에 의해 이 목표에 대한 신중한 추구가 관찰되고 있다.

## 같이 보기
- 캄보즈
- 캄보디아
- 캄보자어

### 인용주
1. ^ Scholarship agree that the Kambojas were Iranian.[8] Richard N. Frye stated that "Their location and the meaning of the word Kamboja are much debated, but it is at least agreed that they were Iranians living to the northwest of the subcontinent."[9]

### 참조주
1. 1 2 3 4 5 6 7 8 9 10  Schmitt 2021.
2. ↑  Majumdar, Ramesh Chandra (1922). Corporate Life in Ancient India. The Oriental Book Agency, p-29
3. ↑  Sharma 2007.
4. 1 2 3 4  Boyce & Grenet 1991.
5. 1 2  Lamotte 1988.
6. ↑  Caudhurī 1967.
7. ↑  Bailey 1971.
8. ↑  Schmitt 2021; Boyce & Grenet 1991, 129쪽; Scott 1990, 45쪽; Kubica 2023, 88쪽; Emmerick 1983, 951쪽; Fussman 1987, 779–785쪽; Eggermont 1966, 293쪽.
9. ↑  Frye 1984, 154쪽.